# Миза Унгру
Миза (замок) Унгру (ест. Ungru mõis, нім. Linden). Мизу Унгру, засновану в 1523 р., було відділено від сусідньої мизи Кільсі. З 20-х років XVII ст. до експроприації 1919 р., миза належала фон Унгерн-Штернбергам.
У 1893 р. Евальд фон Унгерн-Штернберг розпочав будівництво однієї з найбільш представницьких миз Естонії в стилі необароко – т.з. замку Унгру. Будинок було зведено на кшталт мерзебурзького замку, розташованого в Німеччині, з якого скопіювали загальне оформлення і волютні фронтони із складним оформленням – в розчленованому будинку Унгру їх взагалі налічується 11. Для плитнякового будинку з чистим швом характерні майстерно виконані деталі. Замок вінчала башта, стрункий шпиль якого був зменшеною копією шпиля талліннської церкви Нігулісте, який, щоправда, через малий розмір було реалізовано лише з одним проміжним балконом.
В 1899 р. замок було побудовано дах і ззовні завершено, але потім роботи припинилися через відсутність коштів. Не були зроблені вікна та двері, портал в стилі бароко (сліди досі видно в стіні) і внутрішні роботи.
Незакінчений замок, що простояв кілька десятиліть без вжитку, перетворився на руїни в 1940-1960-тих роках XX, коли він перебував у розпорядженні радянських військ. Руїни і навколишня територія були впорядковані лише після 2000 р., коли вони перейшли в приватні руки.